# Accademia Vivarium Novum
La Academia Vivarium Novum (o Accademia en italiano ) en Roma es una institución educativa donde los estudiantes pueden pasar uno o más años inmersos en latín y griego antiguo . La academia está dirigida por Luigi Miraglia, quien según la revista New Yorker "habla latín con más fluidez que casi nadie vivo".
La Academia Vivarium Novum se basa en la creencia de que la dignidad ( dignitas hominis ) solo puede alcanzarse mediante un continuo autoexamen. Los estudiantes de la Academia Vivarium Novum tienen como objetivo lograr una comprensión integral de las lenguas latina y griega antigua.
El nombre Vivarium Novum recuerda la comunidad protohumanista de Casiodoro, el magister officiorum de Teodorico. Vivarium fue un lugar donde coincidían las artes liberales y las altas aspiraciones; al mismo tiempo evoca la isla de Vivara ubicada en la Bahía de Nápoles, donde se concibió por primera vez la idea de una escuela preparada para ofrecer una educación avanzada a las generaciones futuras.

## Año académico
El programa principal que ofrece la Academia, que se lleva a cabo desde principios de octubre hasta finales de junio. Los temas de los cursos son principalmente filosofía griega antigua, literatura latina, literatura renacentista, lengua y literatura griega antigua e historia romana. El curso de Historia de la poesía y la prosodia antigua combina los versos antiguos con la música, con el fin de explicar de manera más eficiente su estructura métrica. El coro de la Academia, Tyrtarion (de los nombres de Tyrtaeus y Arion ), ya se ha hecho muy conocido en el dominio de la poesía latina y griega. El plan de estudios se imparte en lenguas clásicas, el objetivo del programa no es el dominio de las lenguas latina y griega antigua por sí mismas. sino comprender los aspectos más significativos del legado literario, filosófico e histórico del mundo occidental, y cómo ha sido moldeado por ellos. Se admiten en la Academia alumnos hombres de dieciséis a veinticinco años de edad; cada año se organiza un proceso de solicitud para recibir becas y ser admitido en la Academia por un año. El alojamiento, la comida, las clases y los materiales didácticos se proporcionan de forma gratuita.

## Curso de verano
Para financiar estas becas y fomentar métodos efectivos de enseñanza del latín y el griego, la Academia y la Fundación Mnemosyne organizan cada año un Curso de Verano intensivo en Latín. Este curso tiene una duración de ocho semanas, desde finales de junio hasta mediados de agosto, y tiene como objetivo acercar a los alumnos a la lectura fácil de los clásicos sin ningún conocimiento previo. El curso se divide en dos módulos de cuatro semanas y está abierto a todos.

## Editorial
La Academia es impulsa el  método directo para la enseñanza de lenguas antiguas, que se basa en el libro de texto Lingua Latina per se illustrata, del autor danés Hans Ørberg, y en una adaptación y ampliación, para Griego antiguo, del libro inglés Athenaze . Ambos son publicados y distribuidos en Italia por la Academia y han sido adoptados en muchas escuelas de todo el mundo. En particular, la publicación y distribución de estos libros es totalmente sin fines de lucro, y todas las ganancias brindan becas a estudiantes varones dignos.